# François de Batailler
François de Batailler (* 1617 in Toulon; † 22. Juni 1701 in Paris) war ein französischer Kapuziner und Bischof von Bethlehem-lez-Clamecy.

## Leben
François (de) Batailler, geboren 1617 (Geburtsjahr wahrscheinlich errechnet) in Toulon als Sohn von Jean Batailler und Madeleine de Vitalis, trat am 16. November 1633 in Avignon in den Kapuzinerorden ein und nahm den Ordensnamen Charles an.
Nachdem er mit Auszeichnung Philosophie und Theologie studiert hatte, übernahm er Lehrstühle im Languedoc, in der Provence und der Dauphiné. Er war Ordensmann im Konvent von La Ciotat, musste aber aus gesundheitlichen Gründen in den Konvent von Cavaillon wechseln. Da er dort keine Besserung erreichte, musste er sich entschließen, den Orden zu verlassen, dessen Regel seine Gebrechen zu fördern schien. 1663 wurde er durch päpstliche Verfügung säkularisiert, d. h. Weltgeistlicher.
Am 25. Juni 1664 in Rom von Kardinal Pio di Savoia zum Bischof von Bethlehem i.p.i. mit Sitz in Clamecy geweiht, legte er am 8. Mai des folgenden Jahres den Treueid vor dem König ab und nahm seine Diözese am 8. Juni in Besitz. Er hatte François Servier als Konkurrenten, der vom Herzog von Nevers, der das Präsentationsrecht hatte, ernannt worden war, aber er verdrängte ihn durch ein Urteil des Pariser Parlements vom 13. Juni 1673, als beschlossen wurde, dass es, um Bischof von Bethlehem zu werden, künftig der Ernennung durch den Herzog von Nevers und der Bestätigung durch den König bedürfe. 1670 bat er die Nationalversammlung des französischen Klerus (Assemblée du clergé, eine Art französische Bischofskonferenz), ihm die Teilnahme an der Provinzialversammlung zu erlauben oder ihn von der Zahlung des Zehnten zu entlasten, der jährlich 60 Pfund betrug, obwohl sein (Miniatur-)Bistum nur 300 Pfund jährlich eintrug. Der Antrag wurde unter Verweis auf die Regelungen nach dem Konkordat von Bologna 1516 abgelehnt; man wollte keinen Präzedenzfall schaffen.
Da das Bistum Bethlehem-Clamecy, wenngleich exempt, winzig war (sofern seine Existenz von den anderen Bischöfen überhaupt anerkannt wurde), übte Bischof Batailler seine bischöflichen Funktionen, ähnlich einem Weihbischof, vor allem in anderen Bistümern aus. 1666 nahm er Weihen in der Kathedrale von Auxerre vor (Clamecy lag auf dem Gebiet der Diözese Auxerre). Am 28. September 1669 ließ er per Delegation der Herzoginwitwe Margarethe von Lothringen und im Beisein des Bischofs von Arras, Étienne Moreau, in der Prioratskirche von Saint-Vaast die Gebeine der hl. Ida von Boulogne erheben. Am 18. Juli 1673 erlaubte Bischof Batailler, in seiner Kirche die Ablässe zu verkünden, die Papst Clemens X. am 23. November 1672 für die dort errichtete Bruderschaft des Heiligen Philibert gewährt hatte. Er weihte in der Kirche Saint Germain des Prés in Paris die Altäre Saint-Symphorien (1670), den Hauptaltar (3. März 1678) und die Altäre des hl. Kasimir und der hl. Margarete (1683). 1681 und 1688 nahm er an den Vorbereitungssitzungen teil, die der Klerus Frankreichs vor den großen Versammlungen dieser Jahre im Erzbistum Paris abhielt. Am 30. Oktober 1686 weihte er die von König Ludwig XIV. beauftragte und dem Architekten Jules Hardouin-Mansart erbaute Pfarrkirche Notre-Dame de Versailles. Mit Erlaubnis des Erzbischofs von Paris, François de Harlay, überprüfte er am 10. November 1692 die Reliquien der Katakombenheiligen Vinzenz, Bienvenu und Bonifatius, die am 20. April 1672 vom Papst gestiftet worden waren, und segnete am 22. Mai 1694 die Schreine. Der Klerus von Bethlehem brachte sie am 20. Juni desselben Jahres mit Erlaubnis von André Colbert, Bischof von Auxerre, feierlich nach Clamecy.
Im August 1668 zum Kommendatarabt der Abtei Joncels (Saint-Pierre-aux-Liens) und 1688 auch von Saint Eusèbe (beide in der Diözese Béziers) ernannt, tauschte er diese im Mai 1693 mit Bischof Jean-François de Brizay von Comminges gegen die näher bei Clamecy gelegene Abtei La Bussière in der Diözese Autun.
Er starb am 22. Juni 1701 im Alter von vierundachtzig Jahren im Kloster der Regularkanoniker vom hl. Kreuz (Sainte-Croix de la Bretonnerie) und wurde in der Klosterkirche begraben.
Einige seiner Predigten erschienen im Druck.

## Werke
- Discours sur la cérémonie de la consécration de l’église royale de la paroisse de Versailles, prononcé le 30 octobre 1686. Paris 1687
- Discours sur la cérémonie de la consécration de l’église royale de Marly, prononcé en 1689. Paris 1689
- Discours sur la cérémonie de la consécration de l’église des religieuses capucines de Paris, prononcé le 27 août 1689. Paris 1689